# Havana Brown (musicienne)
Pour l’article homonyme, voir Havana brown.
Havana Brown, de son vrai nom Angelique Meunier, est une DJ et chanteuse australienne. Elle est signée sur le label Universal Music Australie. Elle a travaillé avec Pitbull, Britney Spears, Rihanna, Chris Brown, Enrique Iglesias, The Pussycat Dolls. En 2011, elle sort le single We Run the Night en collaboration avec Pitbull qui atteint la 5e place en Australie et certifié double disque de platine (ARIA).
En 2016 elle participe à la deuxième saison de la version australienne de l'émission I'm a Celebrity… Get Me Out of Here!. 

## Biographie

### Enfance et débuts
Brown naît à Melbourne, en Australie, de parents mauriciens d'origine française de l'île de Rodrigues et a grandi à la fois en Australie et à Rodrigues, qu'elle visitait fréquemment. Avant de devenir DJ, elle signe avec un groupe appelé Fishbowl sur un label discographique au Royaume-Uni. Ils étaient sur le point de sortir leur premier single sous le label, mais le groupe s'est séparé et Brown se tourne vers le métier de DJ,. Elle commence ensuite à se produire dans des salles de Melbourne et a travaillé avec des promoteurs dans toute l'Australie.

### Craveet tournées (2008–2010)
En 2008, Havana Brown signe avec Island Records Australia après avoir été approchée par un patron du label qui lui a demandé si elle était intéressée par une compilation,. Elle sort sa série de compilations Crave par l'intermédiaire du label. En octobre 2008, Havana Brown assure la première partie de la tournée australienne de Rihanna, Good Girl Gone Bad Tour. En mai 2009, elle assure la première partie de la tournée australienne des Pussycat Dolls, Doll Domination Tour. Havana Brown assure également la première partie de la tournée européenne de Britney Spears, Circus Tour 2009.
Depuis décembre 2009, Brown fournit des mixes tous les samedis soirs sur Party People, une émission de radio diffusée dans toute l'Australie par Today Network. 

### Succès (2011–2013)

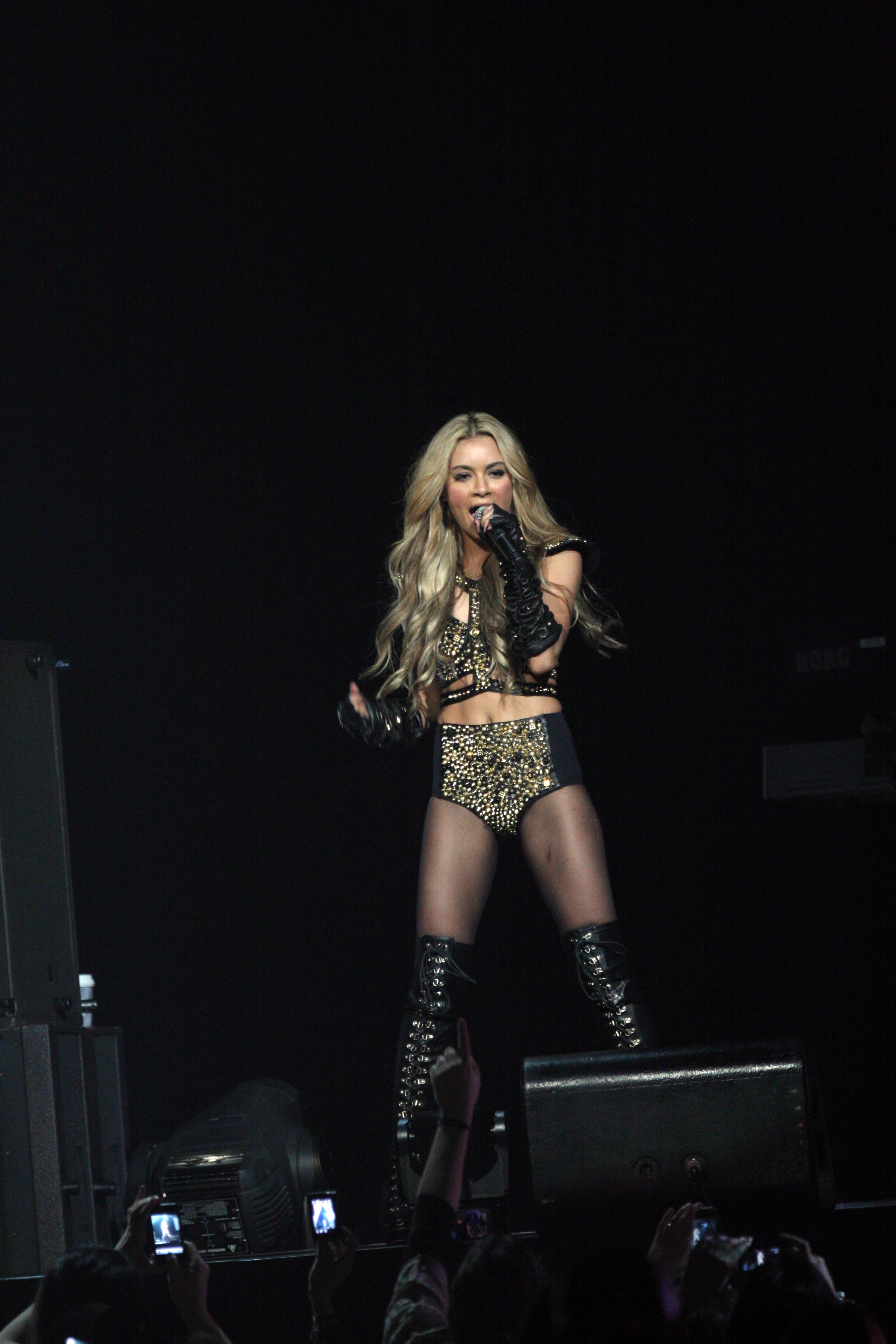
Havana Brown en 2011.

En avril 2011, Havana Brown assure la première partie de la tournée australienne du F.A.M.E. Tour de Chris Brown. Le 29 avril 2011, Havana Brown sort son premier single We Run the Night, qui est écrit et produit par Cassie Davis et Snob Scrilla du duo de production More Mega. La chanson se classe à la cinquième place du ARIA Singles Chart et est certifiée triple platine par l'Australian Recording Chart. Le 4 septembre 2011, Brown déclare au Daily Telegraph avoir signé un contrat d'enregistrement aux États-Unis avec Universal Republic Records via le label du producteur RedOne, 2101 Records. Le remix officiel de We Run the Night, avec une production supplémentaire de RedOne et un couplet du rappeur américain Pitbull, sort aux États-Unis le 27 septembre 2011 et se classe no 1 dans le classement américain Hot Dance Club Songs. 

### Flashing Lightset aurtes sorties (depuis 2014)
Le premier album studio de Havana Brown, Flashing Lights, est publié le 11 octobre 2013 et débute à la sixième place du ARIA Albums Chart, avec des collaborations avec RedOne, R3hab, Cassie Davis, Snob Scrilla et Afrojack. L'album était en cours de création depuis 2011, date de la sortie de We Run the Night (qui s'est vendu à plus d'un million d'exemplaires aux États-Unis et s'est classé dans les charts du monde entier). Havana Brown passe les années 2012 et 2013 principalement aux États-Unis à travailler sur l'album. Le premier single Flashing Lights sort le 23 août 2013 et se classe à la 68e place de l'ARIA Singles Chart.

## Discographie

### Compilations
| Année | Album | Meilleure position    | Certifications   |
| Année | Album | Australie Compilation | Certifications   |
| ----- | --- | --------------------- | ---------------- |
| 2008  | Crave - Sortie : 1er novembre 2008 - Label : Universal Music Australia - Formats : CD single, téléchargement     | 9                     |                  |
| 2009  | Crave Vol.2 - Sortie : 12 juin 2009 - Label : Universal Music Australie - Formats : CD single, téléchargement    | 4                     |                  |
| 2009  | Crave Vol.3 - Sortie : 30 octobre 2009 - Label : Universal Music Australie - Formats : CD single, téléchargement | 7                     |                  |
| 2010  | Crave Vol.4 - Sortie : 4 juin 2010 - Label : Universal Music Australie - Formats : CD single, téléchargement     | 2                     |                  |
| 2010  | Crave Vol.5 - Sortie : 29 octobre 2010 - Label : Universal Music Australie - Formats : CD single, téléchargement | 2                     | - Australie : Or |
| 2011  | Crave Vol.6 - Sortie : 28 octobre 2011 - Label : Universal Music Australie - Formats : CD single, téléchargement | 3                     | - Australie : Or |

### EP
| Titre                  | Détails                                                                                   | Meilleure position | Meilleure position |
| Titre                  | Détails                                                                                   | AUS                | É-U Heat           |
| ---------------------- | ----------------------------------------------------------------------------------------- | ------------------ | ------------------ |
| When the Lights Go Out | - Sortie : 17 juillet 2012 - Label : Island, Universal Republic - Format : téléchargement | 40                 | 50                 |

### Singles
| Titre            | Année | Meilleure position | Meilleure position | Meilleure position | Meilleure position | Meilleure position | Meilleure position | Meilleure position | Meilleure position | Meilleure position | Certifications                         | Album                  |
| Titre            | Année | AUS                | BEL (Wal)          | CAN                | FR                 | NOR                | N-Z                | SLO                | É-U                | É-U Dance          | Certifications                         | Album                  |
| ---------------- | ----- | ------------------ | ------------------ | ------------------ | ------------------ | ------------------ | ------------------ | ------------------ | ------------------ | ------------------ | -------------------------------------- | ---------------------- |
| We Run the Night | 2011  | 5                  | 45                 | 48                 | 37                 | 17                 | 5                  | 16                 | 26                 | 1                  | - ARIA : 3 × Platine - RIANZ : Platine | When the Lights Go Out |
| Get It           | 2011  | 38                 | —                  | —                  | —                  | —                  | —                  | —                  | —                  | —                  |                                        | Single inédit          |
| You'll Be Mine   | 2012  | —                  | —                  | —                  | —                  | —                  | —                  | —                  | —                  | —                  |                                        | When the Lights Go Out |

### Singles promotionnel
| Titre            | Année | Album         |
| ---------------- | ----- | ------------- |
| City of Darkness | 2012  | Single inédit |

### Autres chansons classées
| Titre                                         | Année | Meilleure position | Album                  |
| Titre                                         | Année | É-U Dance          | Album                  |
| --------------------------------------------- | ----- | ------------------ | ---------------------- |
| Big Banana (featuring R3hab, D3 W et Prophet) | 2012  | 1                  | When the Lights Go Out |

### Clips
| Titre                                 | Année | Réalisateur             |
| ------------------------------------- | ----- | ----------------------- |
| We Run The Night                      | 2011  | Benn Jae, Tony Prescott |
| Get It                                | 2011  | Ryan Pallotta           |
| We Run The Night (featuring Pitbull)  | 2012  | Ryan Pallotta, Ray Kay  |
| You'll Be Mine (featuring R3hab)      | 2012  | Anna Mastro             |
| Big Banana (featuring R3hab, Prophet) | 2013  |                         |
| Spread A Little Love                  | 2013  |                         |
| Warrior                               | 2013  |                         |

## Distinctions
| Année | Type              | Award                                                                            | Résultat   |
| ----- | ----------------- | -------------------------------------------------------------------------------- | ---------- |
| 2011  | ARIA Music Awards | Percée artistique – Single (We Run the Night)                                    | Nomination |
| 2011  | ARIA Music Awards | Meilleure vente single (We Run the Night)                                        | Nomination |
| 2011  | IT List Awards,   | Artiste féminine australienne                                                    | Nomination |
| 2011  | IT List Awards,   | DJ préférée en 2011                                                              | Lauréat    |
| 2011  | IT List Awards,   | Percée artistique 2011                                                           | Lauréat    |
| 2012  | APRA Music Awards | Meilleur single dance de l'année – We Run the Night (Cassie Davis, Sean Mullins) | Nomination |